# Mystaria oreadae
Mystaria oreadae Lewis & Dippenaar-Schoeman, 2014 è un ragno appartenente alla famiglia Thomisidae.

## Etimologia
Il nome proprio della specie deriva dalle Oreadi, (oreadae ne è il genitivo) ninfe della mitologia greca, che abitavano le zone montuose; è proprio questo tipo di habitat il luogo dove sono stati rinvenuti gli esemplari

## Caratteristiche
Negli esemplari femminili rinvenuti la lunghezza totale è di 2,74-3,53 mm; la lunghezza del cefalotorace è di 1,01-1,27 mm e la sua larghezza è di 0,97-1,22 mm

## Distribuzione
La specie è stata reperita in Ruanda e nella Repubblica Democratica del Congo (sul Mount Bugera, nella provincia orientale di Ituri) 

## Tassonomia
Al 2014 non sono note sottospecie e dal 2014 non sono stati esaminati nuovi esemplari.